# Abraham Pais
Abraham (Bram) Pais (n. 19 mai 1918, Amsterdam, Țările de Jos – d. 28 iulie 2000, Copenhaga, Danemarca) a fost un fizician și istoric al științei neerlandez și american de origine evreiască. 

## Biografie
Pais a obținut titlul de doctor la Universitatea din Utrecht cu puțin timp înaintea instituirii de către ocupanții naziști a interdicției participării evreilor la viața universitară din Țările de Jos. Când naziștii au trecut la deportarea evreilor neerlandezi, el s-a ascuns, dar mai târziu a fost arestat și eliberat abia la sfârșitul războiului. A fost asistentul lui Niels Bohr în Danemarca și mai târziu coleg cu Albert Einstein la Institute for Advanced Study din Princeton, New Jersey. Pais a scris o serie de cărți care documentează viața celor doi mari fizicieni și contribuțiile lor, dar și ale altora, la dezvoltarea fizicii moderne. 